# Heinz Schulz
Heinz Schulz (ur. 5 stycznia 1935 w Bernburgu, zm. 27 grudnia 2015 w Halle) – wschodnioniemiecki bokser, brązowy medalista olimpijski w wadze piórkowej (Tokio 1964). W walce o finał przegrał ze Stanisławem Stiepaszkinem.